# 헝가리 국립 필하모니 관현악단
헝가리 국립 필하모니 관현악단(헝가리어: Nemzeti Filharmonikus Zenekar, Hungarian National Philharmonic Orchestra)은 부다페스트를 중심으로 활동하고 있는 헝가리의 대표적인 관현악단이다. 1998년 이전에는 헝가리 국립 교향악단(헝가리어: Hungarian State Symphony Orchestra)이라는 명칭을 사용했으며, 한국에도 이 명칭으로 잘 알려져 있다.

## 역사
1923년에 '부다페스트 시립 관현악단'으로 창단되었으며, 초대 상임 지휘자로는 데죄 보르가 임명되어 15년 동안 활동했다. 2차 세계대전 중에는 복잡한 국내외 정세 때문에 사실상 정체 상태에 있었고, 종전 후 국립 교향악단으로 개편되면서 라즐로 쇼모지와 프리처이 페렌츠가 공동으로 상임 지휘자를 맡아 악단의 재건을 시작했다. 이외에도 오토 클렘페러 등 망명 후 유럽으로 돌아온 지휘자들이나 안탈 도라티 등의 자국 신진 지휘자들이 객원으로 자주 출연했다.
프리처이와 쇼모지가 1952년에 사임한 후에는 야노슈 페렌치크가 자리를 이어받았으나, 4년 뒤인 1956년에 발생한 헝가리 봉기의 여파로 많은 단원들이 서방에 망명하면서 큰 타격을 입었다. 그러나 페렌치크는 상임 지휘자직을 계속 유임하면서 새로운 단원들을 보충하고 레퍼토리의 폭을 넓히는 등 계속 악단 육성에 힘썼다. 1960년대부터는 해외로부터 객원 지휘자나 독주자들을 적극적으로 초빙해 공연했으며, 헝가리 국영 음반사인 훙가로톤을 중심으로 많은 녹음 작업을 진행했다.
페렌치크는 1984년에 타계할 때까지 32년 동안 장기 재임했으며, 이후 3년 동안 공백기를 거쳐 일본 출신 지휘자인 고바야시 겐이치로가 동유럽 관현악단 사상 최초의 동양인 상임 지휘자로 부임했다. 고바야시는 1997년까지 10년간 재임하면서 모국인 일본을 비롯해 해외 각지로 연주 여행을 실시해 악단의 명성을 세계적으로 확립시켰다. 후임으로는 피아니스트로 주로 활동하고 있었던 졸탄 코치시가 부임했으며, 1998년에 악단 명칭을 현재의 것으로 바꿈과 동시에 1986년에 창단된 헝가리 국립 합창단(Hungarian National Choir)과 통합했다.
코치슈는 젊은 헝가리 지휘자들인 졸트 허머르(1997-2004)와 칼만 베르케스(2004-2006)를 전임 지휘자로 발탁하기도 했으며, 현재까지 계속 재임하고 있다.

## 주요 활동
페렌치크 부임기에 괄목할 만한 성장을 했으며, 녹음도 이 시기에 집중적으로 제작되었다. 특히 리스트나 버르토크, 코다이 등 자국 작곡가들의 작품을 담은 음반들로 명성을 얻었으며, 후임인 고바야시는 일본 음반사인 포니캐년에 베를리오즈와 말러의 교향곡과 브람스 교향곡 전집을 녹음했다.
코치슈는 2003년부터 본격적인 녹음 활동을 시작했으며, 자신이 직접 관현악 편곡한 작품들도 다루고 있다. 2006년부터는 버르토크의 관현악 작품 전곡을 훙가로톤에 녹음하고 있으며, 이외에도 드뷔시나 라벨, 라흐마니노프, 쇤베르크, 바레즈 등의 작품도 음반으로 발매되고 있다.
주요 공연장으로는 프란츠 리스트 음악원의 대강당이나 페스티 비거도 등을 사용하고 있었으나, 2005년에 새로 건립된 부다페스트 예술 궁전으로 옮겨가 상주 악단으로 활동하고 있다. 부속 단체와 기관이 된 헝가리 국립 합창단과 헝가리 국립 음악도서관도 예술 궁전으로 이관 또는 이전되었다.
부다페스트 외에도 데브레첸이나 미슈콜츠, 베케슈처버, 쇼프론, 페치, 세게드, 죄르 등 헝가리 내의 주요 도시들에서도 공연하고 있으며, 이웃 나라들인 독일이나 오스트리아 등지에서도 공연하고 있다.

## 역대 상임 지휘자
- 데죄 보르 (정확한 임기 불명. 1923?-1938?)
- 라즐로 쇼모지 & 프리처이 페렌츠 (1945-1952)
- 야노슈 페렌치크 (1952-1984)
- 고바야시 겐이치로 (1987-1997)
- 코치시 졸탄 (1997-2016)